# The TRIAL
The TRIAL je název hudební skupiny, která existovala v letech 1988 až 1993. Vznikla v Berouně, odkud expandovala prostřednictvím nahrávek, koncertů a médií do Prahy a zanedlouho do celého Československa. Její styl byl označován jako technopop (nebo též synthpop). Sama kapela se hlásila k odkazu elektroniky 80. let. Těžištěm práce bylo studiové nahrávání a experimentování se zvukem. The TRIAL vydal dva singly a dvě alba. Skupina natočila také tři videoklipy pro TV. Během své existence připravil The TRIAL dva samostatné koncertní programy. Vrcholem se stala podpora legendárního britského DJ a hudebního publicisty BBC Johna Peela, který skupinu pozval do Anglie a vysílal její nahrávky na BBC Radio One a Radio Luxembourg. V roce 2009 vznikly remixy nepublikovaných skladeb “Let’s Shake Down“ a “Pull It Back“, které spolu s videoklipy pro skupinu vytvořil MaxOne.
Tam je další německo-turecké-švýcarský experimentální/new wave kapela s názvem The Trial, která byla založena v Berlíně v roce 1985 a od té doby aktivní.

## Diskografie

### Alba a singly
In The Fiction Press - 1990 (SP)

Pictures - 1991 (LP, MC)

No Love In Future - 1991 (CD,MC)

You And Darkness - 1992 (SP)

Let’s Shake Down - 2009 (free MP3)

Pull It Back - 2009 (free MP3)

### Videoklipy
Terrible Scream - 1988

In The Fiction Press - 1990

Sex Story - 1991

Let’s Shake Down - 2009

Pull It Back - 2009